# 99 до н. е.

## Події

### Стародавній Рим
Консулами були обрані Марк Антоній Оратор та Авл Постумій Альбін. Головною подією року в Римі стала боротьба низки представників сенатської аристократії за повернення з вигнання Квінта Цецилія Метелла Нумідійського.
Проконсулом провінції Далека Іспанія був обраний Луцій Корнелій Долабелла.

### Астрономічні явища
- 28 березня. Часткове сонячне затемнення.[1]
- 26 квітня. Часткове сонячне затемнення.[1]
- 20 вересня. Часткове сонячне затемнення.[1]
- 20 жовтня. Часткове сонячне затемнення.[1]

## Народились
- Гай Меммій Гемел
- Квінт Цецилій Метелл Пій Сципіон Назіка
- Лукрецій (за іншими даними - 95) — давньоримський поет і філософ-матеріаліст.